# Casa Națională din Suceava

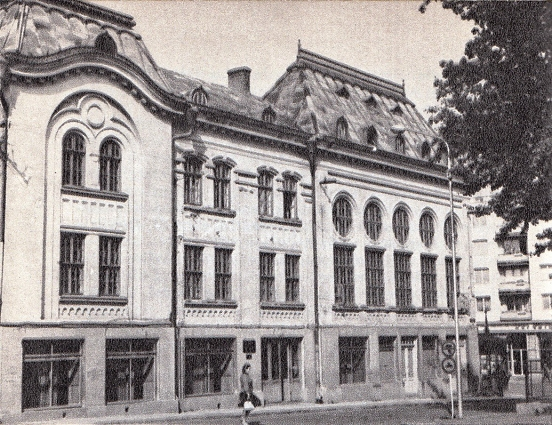
Casa Națională din Suceava

Casa Națională din Suceava a fost o clădire cu valoare arhitecturală și istorică din municipiul Suceava, construită cu rolul de găzduire a instituțiilor culturale locale. S-a aflat pe strada 6 Noiembrie nr. 2, în centrul orașului, pe locul în care în prezent se găsește Piața 22 Decembrie.

## Istoric și descriere
Edificiul, construit în stil clasic, era format din două corpuri, primul ridicat la începutul secolului al XX-lea, cel de-al doilea ridicat între anii 1926–1932, după proiectul arhitectului Konrad Bittner. Casa Națională a fost inaugurată la data de 8 mai 1932 și a reprezentat sediul instituțiilor culturale ale Sucevei: Biblioteca Centrală (astăzi Biblioteca Bucovinei „I.G. Sbiera”), Muzeul orașului Suceava și Muzeul „Ciprian Porumbescu” (astăzi Muzeul Național al Bucovinei), Școala Română și Însoțirea orășenilor români, Casinoul funcționarilor români.

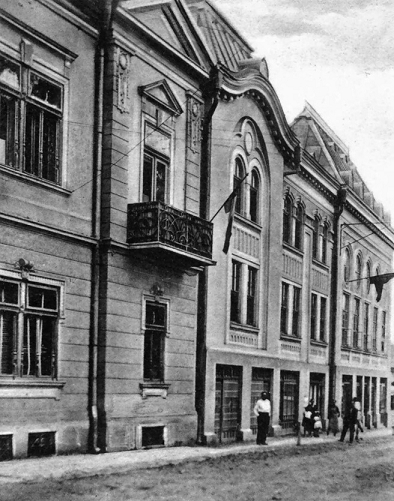
Casa Națională din Suceava

În aripa nouă, ridicată prin diligențele eminentului om de cultură dr. Eusebie Popovici, fost primar al Sucevei, urmau să fie adăpostite biblioteca și muzeul orașului, să se realizeze o sală pentru conferințe și concerte, precum și o sală special amenajată pentru spectacole teatrale. Prima parte a noii construcții a fost terminată în 1930, an în care Biblioteca Centrală s-a mutat în noul sediu, la etajul clădirii, alături de sala de conferințe.
Casa Națională era construită în stil clasic, de plan dreptunghiular, pe trei niveluri, iar în partea centrală avea o intrare somptuoasă în formă de „U” cu scări în spirală.
A fost demolată în anii 1970 de către autoritățile comuniste ale vremii, în cadrul procesului de sistematizare a centrului municipiului Suceava.